# Парламентские выборы в Великобритании (январь 1910)
Парламентские выборы в Великобритании 1910 года прошли с 15 января по 10 февраля и стали двадцать восьмыми парламентскими выборами в истории Соединённого королевства Великобритании и Ирландии после Акта об унии 1800 года и седьмыми после Третьей парламентской реформы 1884 года.
Выборы были назначены либеральном правительством, которое после того, как Палата лордов, в которой доминировали консерваторы, отклонила предложенный либералами Народный бюджет, стремилось получить мандат на проведение реформ. Результатом стал подвешенный парламент: консерваторы Артура Бальфура и их союзники-либералы-юнионисты большинство голосов, зато либералы Асквита получили большинство мест, обойдя консерваторов на два мандата. При поддержке Ирландской парламентской партии Асквит остался у власти, но не надолго, уже в декабре последовали ещё одни выборы.
Лейбористская партия во главе с Артуром Хендерсоном укрепила позиции, увеличив своё представительство в Палате общин с 29 до 40 депутатов,в  том числе, за счёт перехода ряда депутатов-либералов.

## Политическая ситуация

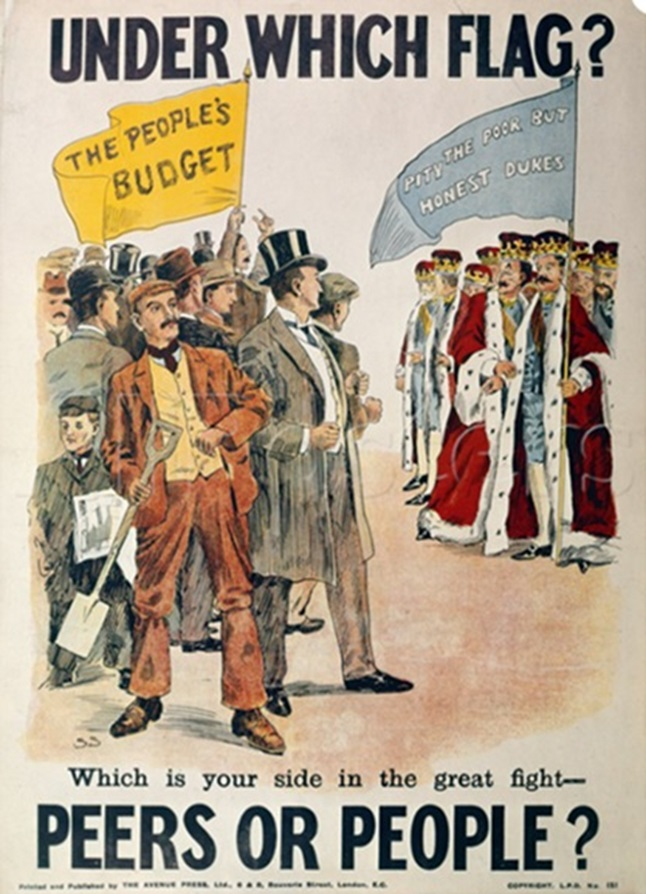
Предвыборный плакат Демократической лиги (фракции Лейбористской партии).

В 1909 году канцлер казначейства Дэвид Ллойд Джордж и его молодой союзник Уинстон Черчилль, президент Совета по торговле, заручившись поддержкой премьер-министра Г. Г. Асквита, предложили проект бюджета, получивший название Народный бюджет. Это был либеральный проект, целью которого было повышение социального благосостояния граждан. В истории Великобритании это был первый бюджет с выраженным намерением более равномерного перераспределения богатства среди британского населения.
Бюджет формировался в сложных социально-экономических условиях, так как британская промышленность на тот момент находилась в стадии спада. Для покрытия огромного дефицита бюджета в размере 15,8 миллионов фунтов стерлингов были предложены три основные источника. Во-первых, экономия в размере 3,5 миллионов фунтов. Во-вторых, планировалось 6,7 миллионов фунтов получить за счёт повышения налогов: подоходного, на наследство, косвенных. В-третьих, предлагалось ввести полную оценку земли и 20-процентный налог на увеличение стоимости при смене владельца земли, что отвечало популярным в то время идеям американского налогового реформатора Генри Джорджа.
Все эти инициативы, особенно повышение земельных налогов, вызвали негативную реакцию у лендлордов, заседавших в Палате лордов, большинство из которых принадлежали к Консервативной партии. Кроме того, консерваторы считали, что бюджет следует пополнять путём введения тарифов на импорт, что принесло бы пользу британской промышленности и торговле в пределах империи, а также увеличило бы доходы для социальных реформ в то же время; но это противоречило фритредерским взглядам либералов и было непопулярно среди насления, так как означало бы более высокие цены на импортные продукты питания. Такие тарифы, особенно на сельскохозяйственную продукцию, были бы очень выгодны для фермеров и землевладельцев, но согласно экономической теории издержки для обычных потребителей превысили бы выгоды.
Вскоре вокруг бюджета разгорелась острейшая политическая борьба, которая очень быстро переросла в столкновение по вопросу о правах и полномочиях Палаты лордов. 29 апреля 1909 года Либеральная партия провела Народный бюджет через Палату общин, однако несмотря на личные настойчивые призывы короля Эдуарда VII принять бюджет, чтобы избежать кризиса, консервативное большинство Палаты лордов 30 ноября 1909 года наложило вето на новый бюджет, хотя и пояснила, что примет его, как только либералы получат избирательный мандат. Либералы посчитали, что решение пэров являлось прямым вторжением в прерогативу Короны и привилегии Палаты общин, ответив на вето предложением сократить полномочия лордов. Дебаты свелись к критике Дэвида Ллойда Джорджа, которого обвинили в потворстве социалистам. Премьер-министр Герберт Генри Асквитт предложил резолюцию, которая звучала так: «Поступок Палаты лордов, отказавшейся утвердить финансовое постановление, принятое этой палатой на текущий год, является нарушением конституции и узурпацией прав Палаты общин». Подавляющим большинством голосов эта резолюция была принята, после чего Парламент был распущен, а новые выборы назначены на январь 1910 года. Главным вопросом предвыборной кампании в январе 1910 года стали Народный бюджет и полномочия Палаты лордов, подготовив почву для грандиозного противостояния между консерваторами и либералами, которых поддержали лейбористы.

## Результаты
|        |                                   |                                   |                                   |           |        |         |       |       |
| Партия | Партия                            | Лидер                             | Кандидаты                         | Голоса    | Голоса | Голоса  | Места | Места |
| Партия | Партия                            | Лидер                             | Кандидаты                         | Голоса    | %      | ± п. п. | Места | ±     |
|        | Либералы                          | Г. Г. Асквит                      | 511                               | 2 712 511 | 43,51  | ▼ 5,39  | 274   | ▼ 123 |
|        | Консерваторы и юнонисты           | Артур Бальфур                     | 594                               | 2 919 236 | 46,82  | ▲ 3,40  | 272   | ▲ 116 |
|        | Партия гомруля                    | Джон Редмонд                      | 85                                | 74 047    | 1,19   | ▲ 0,56  | 71    | ▼ 11  |
|        | Лейбористы                        | Артур Хендерсон                   | 78                                | 435 770   | 6,99   | ▲ 2,14  | 40    | ▲ 11  |
|        | Всеирландская лига                | Уильям О’Брайен                   | 10                                | 23 605    | 0,38   | новая   | 8     | ▲ 8   |
|        | Независимые националисты          |                                   | 10                                | 16 533    | 0,27   | ▲ 0,24  | 3     | ▲ 2   |
|        | Независимые консерваторы          |                                   | 4                                 | 11 772    | 0,19   | ▲ 0,16  | 1     | ▲ 1   |
|        | Независимые либералы              |                                   | 3                                 | 5237      | 0,08   | ▲ 0,05  | 1     | ▲ 1   |
|        | Социал-демократы                  | Генри Гайндман                    | 9                                 | 13 479    | 0,22   | ▼ 0,13  | 0     | ▬     |
|        | Фритредеры                        | Джон Эльдон Горст                 | 4                                 | 11 553    | 0,19   | ▲ 0,02  | 0     | ▬     |
|        | Независимая рабочая партия        |                                   | 6                                 | 9936      | 0,16   | ▼ 0,20  | 0     | ▼ 1   |
|        | Шотландские прогибиционисты       | Эдвин Скримджер                   | 1                                 | 756       | 0,01   | новая   | 0     | ▬     |
|        | Всего                             | Всего                             | 1315                              | 6 234 435 | 100    | ▬       | 670   | ▬     |
|        | Избирателей зарегистрировано/Явка | Избирателей зарегистрировано/Явка | Избирателей зарегистрировано/Явка | 7 694 741 | 86,58  | ▲ 3,92  |       |       |

Голоса (%)
| Голоса избирателей      | Голоса избирателей | Голоса избирателей | Голоса избирателей | Голоса избирателей |
| ----------------------- | ------------------ | ------------------ | ------------------ | ------------------ |
| Консерваторы и юнонисты |                    |                    | 46.82 %            |                    |
| Либералы                |                    |                    | 43.51 %            |                    |
| Лейбористы              |                    |                    | 6.99 %             |                    |
| Партия гомруля          |                    |                    | 1.19 %             |                    |
| Всеирландская лига      |                    |                    | 0.38 %             |                    |
| Другие                  |                    |                    | 1.11 %             |                    |

Места
| Места в парламенте (%)  | Места в парламенте (%) | Места в парламенте (%) | Места в парламенте (%) | Места в парламенте (%) |
| ----------------------- | ---------------------- | ---------------------- | ---------------------- | ---------------------- |
| Либералы                |                        |                        | 40.90 %                |                        |
| Консерваторы и юнонисты |                        |                        | 40.60 %                |                        |
| Партия гомруля          |                        |                        | 10.60 %                |                        |
| Лейбористы              |                        |                        | 5.97 %                 |                        |
| Всеирландская лига      |                        |                        | 1.19 %                 |                        |
| Другие                  |                        |                        | 0.75 %                 |                        |

### Результаты выборов в Ирландии
Девяносто девять депутатов избирались в одномандатных округах с использованием системы относительного большинства, а избирательные округа Корк Сити и Дублинского университета были двухмандатными с использованием множественного блочного голосования. От Дублинского университета были избраны без голосования два депутата от юнионистов.
| Партия                 | Партия                         | Лидер           | Голоса  | Голоса | Голоса  | Места | Места | БА |
| Партия                 | Партия                         | Лидер           | Голоса  | %      | +/-     | Места | +/-   | БА |
| ---------------------- | ------------------------------ | --------------- | ------- | ------ | ------- | ----- | ----- | -- |
|                        | Партия гомруля                 | Джон Редмонд    | 74 047  | 35,09  | ▲ 13,56 | 70    | ▼ 11  | 57 |
|                        | Ирландские юнионисты           | Эдвард Карсон   | 68 982  | 32,69  | ▼ 10,01 | 20    | ▲ 4   | 8  |
|                        | Всеирландская лига             | Уильям О’Брайен | 23 605  | 11,19  | новая   | 8     | ▲ 8   | 0  |
|                        | Независимые националисты       |                 | 16 532  | 7,83   | ▲ 4,84  | 3     | ▲ 2   | 0  |
|                        | Либералы                       | Г. Г. Асквит    | 20 357  | 9,65   | ▲ 7,39  | 1     | ▬     | 0  |
|                        | Независимые либералы-юнионисты |                 | 3553    | 1,68   | ▼ 1,91  | 1     | ▼ 1   | 0  |
|                        | Лейбористы                     | Кейр Харди      | 3951    | 1,87   | ▼ 1,64  | 0     | ▬     | 0  |
| Всего                  | Всего                          | Всего           | 211 027 | 100    |         | 103   | ▬     | 65 |
| Источник: B. M. Walker |                                |                 |         |        |         |       |       |    |

| Народное голосование (%) | Народное голосование (%) | Народное голосование (%) | Народное голосование (%) | Народное голосование (%) |
| ------------------------ | ------------------------ | ------------------------ | ------------------------ | ------------------------ |
| Партия гомруля           |                          |                          | 35.09 %                  |                          |
| Ирландские юнионисты     |                          |                          | 32.69 %                  |                          |
| Всеирландская лига       |                          |                          | 11.19 %                  |                          |
| Либералы                 |                          |                          | 9.65 %                   |                          |
| Нез. националисты        |                          |                          | 7.83 %                   |                          |
| Лейбористы               |                          |                          | 1.87 %                   |                          |
| Нез. либералы-юнионисты  |                          |                          | 1.68 %                   |                          |

| Места в Палате общин от Ирландии (%) | Места в Палате общин от Ирландии (%) | Места в Палате общин от Ирландии (%) | Места в Палате общин от Ирландии (%) | Места в Палате общин от Ирландии (%) |
| ------------------------------------ | ------------------------------------ | ------------------------------------ | ------------------------------------ | ------------------------------------ |
| Партия гомруля                       |                                      |                                      | 68.93 %                              |                                      |
| Ирландские юнионисты                 |                                      |                                      | 19.42 %                              |                                      |
| Всеирландская лига                   |                                      |                                      | 7.77 %                               |                                      |
| Нез. националисты                    |                                      |                                      | 2.91 %                               |                                      |
| Либералы                             |                                      |                                      | 0.97 %                               |                                      |

## После выборов
Несмотря на горячую риторику, мнения в стране разделились. Консерваторы и юнионисты заняли первое место по итогам народного голосования, набрав 47 % голосов, но уступили либералам и их союзникам лейбористам по числу парламентских мандатов. Результатом стал подвешенный парламент, в котором либеральное правительство меньшинства полагалось на голоса Лейбористской партии и Ирландской парламентской партии. В качестве платы за свою поддержку депутаты из числаирландских националистов потребовали мер по снятию вето лордов, чтобы они больше не могли блокировать ирландское самоуправление, угрожая отклонить Народный бюджет в Палате общин (ирландские националисты выступали за тарифную реформу и против запланированного повышения налога на виски).
Как и обещали, лорды приняли бюджет 28 апреля 1910 года, но разногласия между правительством и лордами продолжались до новых выборов в декабре 1910 года, когда консерваторы и юнионисты вновь уступили по числу голосов своим объединившися оппонентам. Результатом стал ещё один подвешенный парламент, в котором либералы снова опирались на лейбористов и ирландских националистов. Тем не менее, лорды приняли Парламентский акт 1911 года, столкнувшись с угрозой нового короля Георга V (Эдуард VII умер 6 мая 1910 года, через семь дней после принятия бюджета), что было бы приемлемо наводнить Палату лордов сотнями новых пэров Либеральной партии, чтобы дать этой партии там большинство или почти большинство.

### Комментарии
1. ↑  Создана в результате переименования Комитета рабочего представительства[англ.].
2. ↑  Явка избирателей с учётом только округов, в которых проводилось голосование (7 201 029 избирателей). Безальтернативные выборы состоялись в 75 округах, в которых проживало 493 712 избирателей и в которых было избрано 55 кандидатов Ирландской парламентской партии, 19 консерваторов и юнионистов, а также 1 либерал. См. UK Election Results.